# Lemböte
Lemböte ist ein Dorf in der Gemeinde Lemland auf Åland.
In Lemböte gibt es unter anderem einen Campingplatz, die Sankt-Johannes-Kirche und die alte Seefahrerkapelle. In dem Gebiet gibt es viele Hinterlassenschaften der alten Seefahrer. Unter anderem alte Seezeichen und mehrere Steinkompasse.
Südöstlich der Kapelle gibt es ein Trojaborg genanntes, labyrinthartiges Zeichen, welches aus Steinen zusammengesetzt ist. Obwohl diese Zeichen schon in grauer Vorzeit verwendet wurden, stammt dies in Lemböte aus dem Jahre 1930.
Lemböte wurde unter dem alten Namen "lynæbøte" in dem mittelalterlichen Buch Det Danska Itinerariet erwähnt. Der Ort war Teil von König Waldemars Segelroute.